# Влакница
Влакница је насељено мјесто у општини Србац, Република Српска, БиХ. Према попису становништва из 1991. у насељу је живјело 247 становника.

## Становништво
| Демографија | Демографија | Демографија |
| Година      | Становника  | Становника  |
| ----------- | ----------- | ----------- |
| 1948.       | 291         |             |
| 1953.       | 296         |             |
| 1961.       | 310         |             |
| 1971.       | 286         |             |
| 1981.       | 231         |             |
| 1991.       | 247         |             |
| 1993.       | 230         |             |